# 静岡県企業局
静岡県企業局（しずおかけんきぎょうきょく）は、静岡県の地方公営企業である。静岡県において、工業用水道事業、水道事業、地域振興整備事業を行っている。

## 事業

### 工業用水道事業
- 静岡県柿田川工業用水道
- 静岡県富士川工業用水道
- 静岡県東駿河湾工業用水道
- 静岡県静清工業用水道
- 静岡県中遠工業用水道
- 静岡県西遠工業用水道
- 静岡県湖西工業用水道

### 水道事業
- 静岡県駿豆水道
- 静岡県榛南水道
- 静岡県遠州水道

### 地域振興整備事業
- 焼津水産流通加工団地
- 焼津和田産業団地